# Symmius planus
Symmius planus is een pissebed uit de familie Chaetiliidae. De wetenschappelijke naam van de soort is voor het eerst geldig gepubliceerd in 1984 door Nunomura.